# Juan Carlos Lallana
Juan Carlos Lallana Morales (Rosario, 24 dicembre 1938 – Rosario, 15 febbraio 2022) è stato un calciatore argentino, di ruolo attaccante.

## Caratteristiche tecniche
Giocava come attaccante; ricoprì prevalentemente il ruolo di centravanti.

## Carriera

### Club
Lallana iniziò la propria carriera nell'Huracán Foot Ball Club di Los Quirquinchos; nel 1957 passa al San Lorenzo, con cui debutta in Primera División il 12 maggio 1957 contro l'Argentinos Juniors. Alla sua prima stagione non fu impiegato molto; fu in quella seguente che trovò maggior spazio, arrivando a segnare 9 reti in campionato. Dopo aver trascorso un'altra annata al San Lorenzo, vincendo il campionato, Lallana decise di lasciare il club di Boedo per trovare una compagine in cui potesse giocare titolare: trasferitosi al Newell's Old Boys, vi disputò la Primera División 1960, giocando 21 partite e segnando 11 reti. Fu poi acquistato dal Lanús, con cui segnò 16 reti in 30 partite; passò dunque all'Argentinos Juniors. La formazione di Buenos Aires disputò delle buone stagioni, guadagnandosi la convocazione in Nazionale nel 1963 e mantenendo una media di un gol ogni due partite. Nel 1964 fu acquistato dal River Plate, con cui giocò con continuità, realizzando 27 reti in 61 partite. Il campionato 1967 fu l'ultimo per lui con la divisa del River: decise infatti di lasciare l'Argentina per la Colombia, firmando nel 1968 per il Deportivo Cali. Alla prima esperienza all'estero, Lallana divenne titolare della sua nuova squadra, marcando 17 reti in campionato; l'annata seguente fu ancor più prolifica, con 21 marcature, e il Deportivo vinse il titolo nazionale. Dopo quest'ultimo risultato Lallana passò all'Atlético Nacional, con cui passò altre due stagioni; nella seconda di esse segnò 4 gol. Dopo aver vestito, per il campionato colombiano 1972, la maglia dell'Independiente di Medellín, venne ceduto al Banfield, in cui militò per un anno prima di ritirarsi definitivamente dal calcio giocato.

### Nazionale
Con la propria selezione nazionale raccolse 5 presenze tra il 1963 e il 1965.  Debuttò il 13 marzo, durante l'incontro tra Argentina e Perù a Cochabamba, valido per il Campeonato Sudamericano de Football 1963. In quell'occasione subentrò, a dieci minuti dalla fine, a Roberto Zárate. Saltò la gara del 20 marzo con l'Ecuador e quella del 28 con la Bolivia, e tornò in campo il 31, contro il Paraguay: segnò la rete del pareggio al 58º minuto, rispondendo a Cabrera.

## Palmarès
- Campionato argentino: 1

San Lorenzo: 1959
- Campionato colombiano: 1

Deportivo Cali: 1969